# Rudeltaktik
Rudeltaktik é um termo utilizado para se referir às operações navais dos U-Boots da Kriegsmarine em operações contra comboios de navios aliados durante a Batalha do Atlântico.
Estiveram em operação durante a Segunda Guerra Mundial um total de 1 171 U-Boots, destes 325 realizaram ataques contra embarcações aliadas, seja afundando ou danificando. Os mais de 800 submarinos restantes foram somente utilizados para treinamentos ou estiveram em operações navais mas não realizaram qualquer tipo de ataque contra as embarcações aliadas, ou foram perdidos em combate antes de poder fazê-lo. Estima-se que 474 U-Boots tenham participado das Rudeltaktik durante a Segunda Guerra Mundial.

## Tática

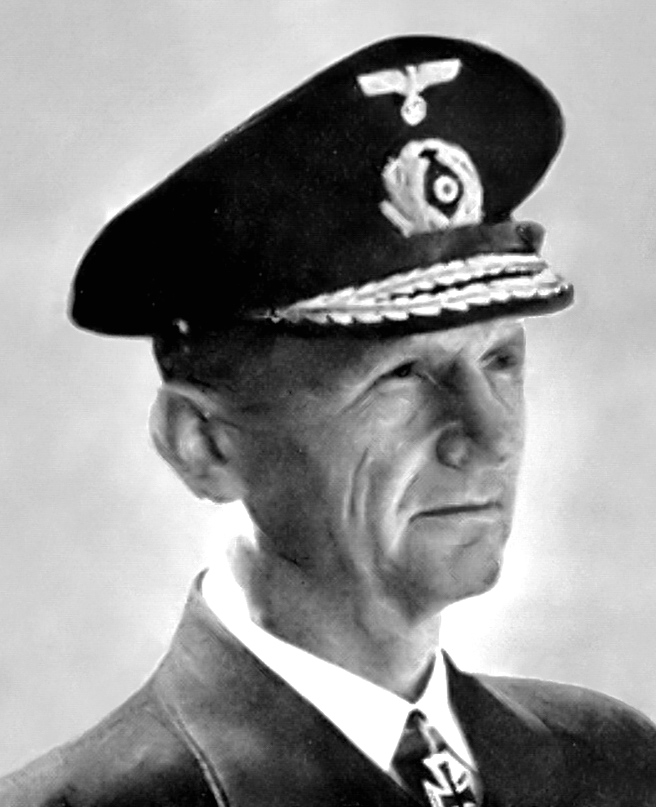
Karl Dönitz estrategista alemão, idealizador da operação Rudeltaktik.

As operações Rudeltaktik foram desenvolvidas por Karl Dönitz devido à sua experiência como comandante de submarinos durante a Primeira Guerra Mundial.
Nestas operações, diversos U-Boots saiam em patrulha pelo oceano. Assim que uma embarcação aliada fosse detectada era perseguida discretamente, e o Comandante de Submarinos BdU (em alemão: Befehlshaber der Unterseeboote) era informado sobre a sua localização. Com a localização do comboio, era planejada uma operação de ataque, onde eram reunidos o maior número possível de submarinos a partir da localização diária que estes passavam ao Alto Comando. Era iniciado o cerco e o ataque ocorria geralmente na noite seguinte da localização.